# Eesti Energia
Eesti Energia AS és una societat anònima energètica d'Estònia amb seu a Tallinn. És l'empresa d'energia d'esquist bituminós més gran del món. L'empresa es va fundar el 1939. A partir de 2014, opera a Estònia, Letònia, Lituània, Finlàndia, Jordània i Utah, Estats Units. A Estònia, l'empresa opera amb el nom d'Eesti Energia, mentre que utilitza la marca Enefit per a operacions internacionals. La principal matèria primera per a la producció d'energia, l'esquist bituminós, s'extreu de mines situades a l'est d'Estònia i propietat de l'empresa. El grup d'Eesti Energia té tres àrees d'operació principals: generació d'electricitat, producció de petroli d'esquist i venda i distribució d'electricitat. Les seves accions són propietat del govern d'Estònia.

## Història
Per garantir el desenvolupament de l'energia, a la primera meitat del segle XX es va començar a treballar per construir una xarxa elèctrica unificada. El Comitè del Poder Nacional d'Estònia, establert el 1936, es va convertir en el centre de coordinació. El 1938, es va preparar un pla detallat per a l'electrificació d'Estònia, basat en els següents principis: crear una xarxa elèctrica unificada a tot el país, distribuir la càrrega de manera òptima entre les centrals elèctriques i connectar plantes més grans a línies troncals per garantir la fiabilitat.

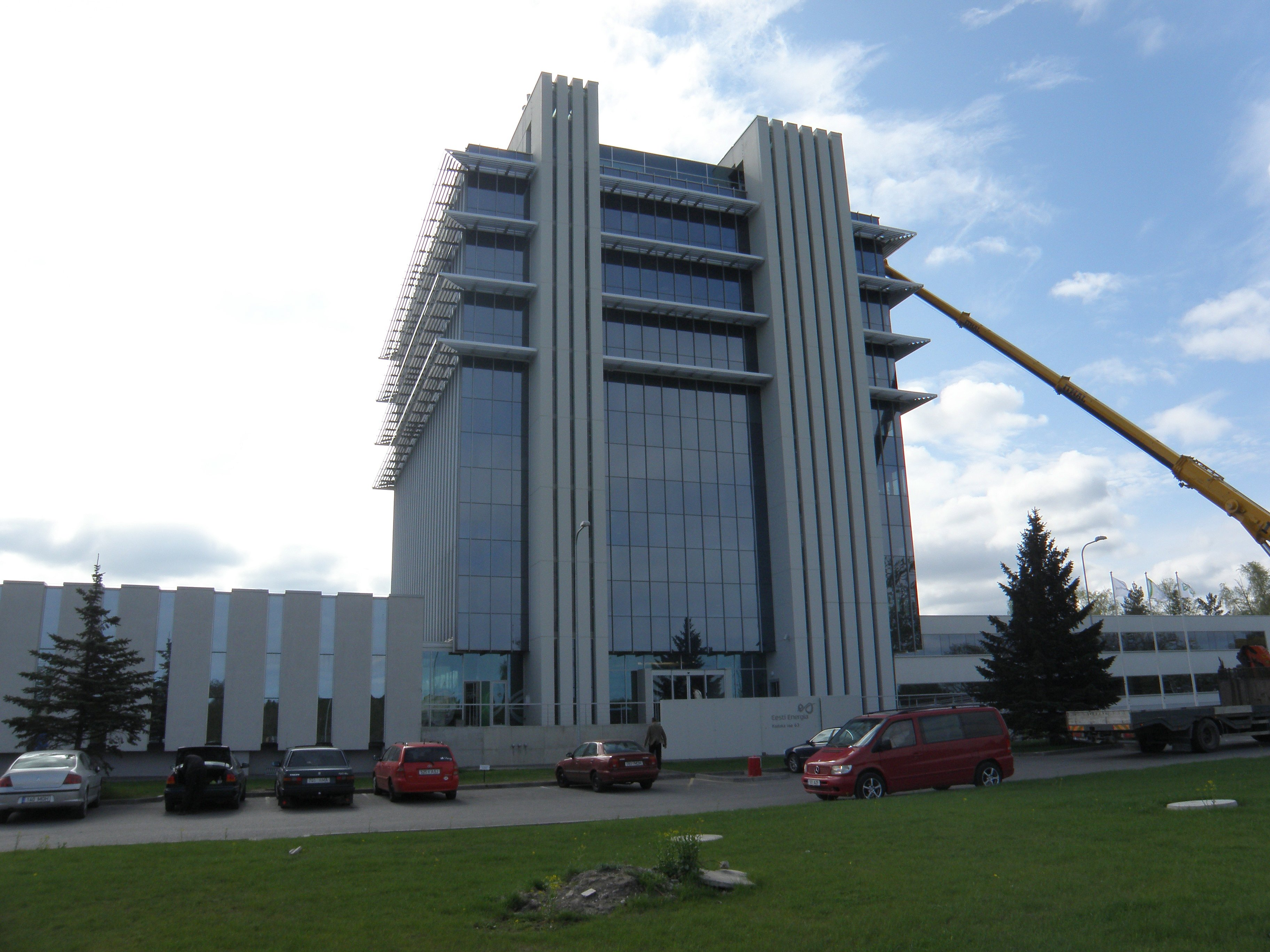
Oficina de servei d'Elekrilevi a Kadaka, Tallinn.

Aviat es va posar en pràctica el pla. El 8 de maig de 1939, l'aleshores president Konstantin Päts va signar el document que establia AS Elektrikeskus. Aquest moment marca l'inici del Grup Eesti Energia.
El desenvolupament previst va ser interromput per la Segona Guerra Mundial i l'ocupació d'Estònia el 1940. Al final de la guerra, el sector energètic d'Estònia havia estat completament destruït. La dècada de 1950 va veure l'inici d'una era de restauració. Les centrals combinades de calor i energia d'Ahtme i Kohtla-Järve i es van completar les línies elèctriques Ahtme-Tallinn i Ahtme-Narva. L'any 1955 es va posar en funcionament la central hidroelèctrica de Narva, que va romandre sota la jurisdicció de Lenenergo.

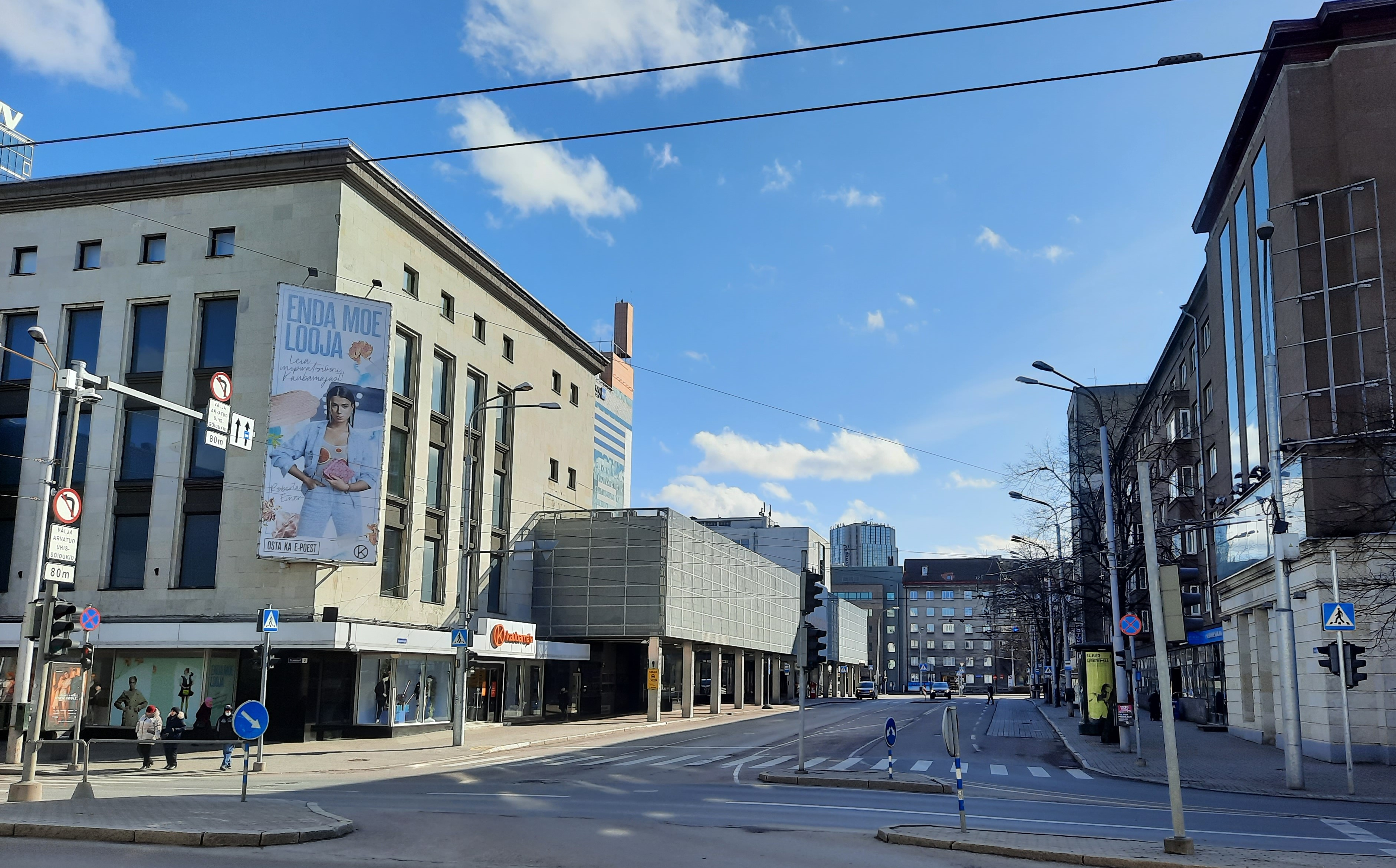
Vista del carrer Kaubamaja des de la intersecció del carrer Estònia Puiestee i Gonsiori, l'edifici de la cantonada/edifici principal d'Eesti Energia de cinc pisos es troba a la dreta.

Un edifici cantoner de cinc pisos a Estònia Puiestee 1 // 3 es va construir el 1958 com a edifici principal d'Eesti Energia.
Les centrals tèrmiques del Bàltic i d'Estònia, que són molt grans, amb una capacitat de 1.435 i 1.610 MW respectivament, es van construir entre 1956 i 1973. Durant el mateix període, es van reduir les operacions de les centrals elèctriques d'Ahtme i Kohtla-Järve i es van tancar les centrals de Tallinn i Püssi. L'1 de gener de 1970 va començar a funcionar la pedrera de Narva, que subministra esquist bituminós a les centrals elèctriques; tres anys més tard, el 28 de desembre de 1973, es va iniciar l'explotació de l'esquist bituminós de la mina d'Estònia. La construcció de la planta de cogeneració d'Iru es va iniciar l'any 1974 per subministrar calor i electricitat a la ciutat de Tallin. A més de la construcció de centrals elèctriques, es van desenvolupar xarxes elèctriques i es van construir subestacions.
L'any 1980 es va obrir una nova refineria de petroli de Narva al costat de la central elèctrica d'Estònia, que avui porta el nom d'Enefit140.
El 1998, es va reorganitzar de l'empresa estatal a una societat anònima privada. El 1998-1999, dues empreses de distribució (Läänemaa Eletrivõrk i Narva Elektrivõrk) es van separar d'Eesti Energia i es van privatitzar. AS Narva Elektrivõrk es va reorganitzar en la societat anònima Loojangu Valgus l'octubre de 2009 i va cessar les seves operacions l'any 2014. Posteriorment, AS Läänemaa Elektrivõrk ha canviat de nom diverses vegades i des de 2006 funciona com a societat anònima Imatra Elekter.
El 1995, el govern d'Estònia va iniciar negociacions amb NRG Energy, una filial de Northern States Power Company, per crear una empresa conjunta sobre la base de Narva Power Plants, una filial d'Eesti Energia. Segons les condicions bàsiques de venda, acordades l'any 2000, NRG Energy havia d'adquirir el 49% de la participació de Narva Power Plants. A més, en aquell moment Narva Power Plants també posseïa el 51% de la participació de l'empresa minera d'esquistos bituminosos Eesti Põlevkivi. L'acord proposat va obtenir una forta oposició pública i política. L'acord va ser cancel·lat pel govern el 8 de gener de 2002 després que NRG Energy no aconsegueixi finançament per a l'acord en el termini acordat. El 21 d'agost de 2002, NRG Energy va presentar al tribunal de Londres 100 milions de lliures d'indemnització per danys i perjudicis de l'acord cancel·lat; però aquesta reclamació va ser rebutjada.
El 1999, el govern va lliurar el 51% de les accions d'Eesti Põlevkivi a Narva Elektrijaamad. L'any 2003, el govern va transferir el 49% del capital d'Eesti Põlevkivi a Eesti Energia. També es va transferir el 51% de la participació de Narva Elektrijaamad a Eesti Energia i Eesti Põlevkivi es va convertir en una filial de propietat total d'Eesti Energia.
L'any 2000, Eesti Energia i Latvenergo van anunciar un pla per fusionar empreses per crear un nou Baltic Power Group. Tanmateix, aquest acord es va aturar a causa de la legislació letona que prohibeix la privatització de Latvenergo i les incerteses al voltant de l'acord NRG.
Eesti Energia produeix electricitat a partir del vent des de l'any 2002, quan es va construir el parc eòlic Virtsu I. Actualment, Eesti Energia té quatre parcs eòlics: a Paldiski, Aulepa, Narva i Virtsu amb una potència total de 111 MW.
Eesti Energia utilitza aigua per generar electricitat des de l'any 2002, quan es va renovar la central hidroelèctrica de Linnamäe. A més de la central hidroelèctrica de Linnamäe, Eesti Energia també opera la central hidroelèctrica de Keila-Joa.
L'any 2003, Eesti Energia va intentar privatitzar l'empresa de distribució lituana RST. Tot i que Eesti Energia va complir els criteris de privatització i va ser l'únic licitador en la fase final de la privatització, la privatització va ser aturada pel govern lituà.
L'1 de desembre de 2005, durant la seva visita a Estònia, el primer ministre lituà Algirdas Brazauskas es va reunir amb el director general d'Eesti Energia Sandor Liive per parlar de la participació d'Eesti Energia en el projecte proposat de la central nuclear de Visaginas. El 8 de març de 2006, els responsables de Lietuvos Energija, Eesti Energia i Latvenergo durant la seva reunió a Ignalina van signar un memoràndum d'entesa sobre la preparació per a la construcció d'un nou reactor nuclear a Lituània. Eesti Energia va negociar per sis anys; no obstant això, el projecte es va suspendre després del canvi de govern a Lituània a finals de 2012.
L'any 2006, Eesti Energia va començar a comerciar a la borsa d'energia Nord Pool Spot mitjançant l'adquisició de l'empresa comercial finlandesa Solidus Oy. El mateix any va començar a vendre electricitat a Letònia i un any després a Lituània. L'empresa va iniciar les seves activitats internacionals d'esquist bituminós el 2006. Aquell any es va crear la seva filial Oil Shale Energy of Jordan per al projecte de desenvolupament de petroli d'esquist a Jordània. El memoràndum d'entesa entre Eesti Energia i el govern de Jordània es va signar el 5 de novembre de 2006. L'acord de concessió es va signar l'11 de maig de 2010 en presència dels primers ministres jordà i estonià Samir Zaid al-Rifai i Andrus Ansip. El març de 2011, va adquirir el 100% de les accions de l'Oil Shale Exploration Company, amb seu a Utah.
Per implementar el tercer paquet energètic de la UE, el 28 d'agost de 2009 el govern va decidir separar i comprar l’operador de la xarxa de transport Elering d'Eesti Energia. La transacció es va concloure el 28 de gener de 2010.
El 2010, el govern va considerar l’oferta pública inicial d'accions a la Borsa de Londres; no obstant això, aquest pla es va ajornar.
El 29 de maig de 2018 es va anunciar que Enefit Green, filial d'energies renovables d'Eesti Energia, adquirirà el 100% de les accions de l'empresa d'energies renovables Nelja Energia per 289 milions d'euros. A més, suposarà més de 204 milions de préstecs Nelja Energia. L'acord es va aprovar i es va completar el novembre de 2018.
A partir del 2019, el 100% de les accions de 4Energia pertanyen a Eesti Energia, per la qual cosa posseeix 17 parcs eòlics a Estònia i Lituània amb una capacitat total de 287 MW, una planta de cogeneració tèrmica de 3,9 MW de biomassa a Letònia i una planta de producció anual de pellets de 001 tones i 19,2 MW de calor.
L'any 2014 va marcar diversos aniversaris importants per a l'energia d'esquist bituminós d'Estònia. Havien passat 75 anys des de la creació d'AS Elektrikeskuse, l'antecessor del grup Eesti Energia. Havien passat 65 anys des que Eesti Energia va començar a produir electricitat: la central tèrmica de Kohtla-Järve es va acabar el 1949. Les centrals elèctriques del Bàltic i d'Estònia van celebrar el 2014 els seus 55 i 45 aniversaris.

## Operacions
Eesti Energia produeix i ven electricitat, calor i combustible (esquist bituminós i petroli d'esquist) i ofereix serveis de consultoria i clients. L'empresa es dedica a la mineria d'esquist bituminós a través de la seva filial Enefit Kaevandused, que extreu esquist bituminós mitjançant la mineria a cel obert a la pedrera de Narva i la mineria subterrània a la mina d'Estònia.
Eesti Energia produeix energia elèctrica i calor a Narva Power Plants, que proporciona al voltant del 95% de l'energia elèctrica consumida a Estònia i subministra calor a tota la ciutat de Narva.
Per a la producció d'oli d'esquist, Eesti Energia opera la planta d'oli de Narva, que utilitza un procés de tecnologia de transport de calor sòlid tipus Galoter. La planta opera dues unitats de petroli d'esquist Enefit-140. La planta produeix aproximadament 1,4 milions de tones de petroli d'esquist a l'any. A partir del 2013, la planta Enefit280 de nova generació es troba en procés de posada en marxa en calent.

### Mineria d'esquist bituminós
Les reserves d'esquist bituminós d'Estònia pertanyen a l'estat i es troben al jaciment estonià d'importància nacional. Les condicions per a l'explotació minera s'especifiquen en els permisos miners, així com en diverses legislacions i permisos ambientals, de seguretat i salut laboral.
Enefit Kaevandused és una empresa minera pertanyent al grup Eesti Energia que explota esquist bituminós al comtat d'Ida-Viru per subministrar combustible i matèries primeres als productors d'electricitat i petroli. L'empresa produeix i ven pedra triturada i residus miners. El 2013, Eesti Energia va extreure 17 milions de tones de fuel-oil.
La producció d'esquistos bituminosos utilitza tant la mineria superficial (a la pedrera de Narva) com la mineria subterrània (a la mina d'Estònia). En llocs on la capa d'esquist bituminós no és molt profunda, l'esquist bituminós s'extreu mitjançant el mètode de superfície; això fa que sigui pràctic explotar esquist bituminós des de profunditats de fins a 30 metres. Si la capa d'esquist bituminós és més profunda, cal obrir una mina subterrània per a l'extracció.
Les mines modernes operen amb una interrupció mínima de l'entorn de vida i, mitjançant la creació d'ocupació, contribueixen a la sostenibilitat de la vida local i a l'augment de la població de la regió. En total, més de 7.300 persones treballen a Eesti Energia, la majoria de les quals es troben al comtat d'Ida-Viru. Això converteix l'empresa en l'empresa més gran de la regió.

### Activitats internacionals
A Jordània, la seva filial Jordan Oil Shale Energy Company està preparant la construcció d'una planta de petroli d'esquist amb una capacitat de 36.000 barrils per dia. La planta d'oli d'esquist utilitzarà la tecnologia de processament Enefit; La construcció està previst que comenci el 2015. La seva altra filial a Jordània, Attarat Power Company, té previst construir una Central elèctrica de 460 MW amb esquistos bituminosos a Attarat Umm Ghudran. Es preveu que la central estigui operativa el 2016, però la construcció va començar el 2017 amb una finalització prevista per al 2021.
A Utah, Estats Units, la seva filial Enefit American Oil posseeix o lloga més de 120 km² de propietat d’esquist bituminós a la conca del riu Green. Enefit American Oil té previst construir una planta de petroli d'esquist de 57.000 barrils diaris (9.100 m3/d)

## Filials
Eesti Energia té les següents filials:
- Elektrilevi OÜ (100%) – un operador de xarxa de distribució.
- Enefit Power: una filial d'energia i mineria d'esquist de petroli creada per la fusió d’Enefit Kaevandused i Enefit Energiatootmine.[45]

- Orica Eesti OÜ (35%)

- Enefit US LLC (100%)

- Enefit American Oil (nom anterior: Oil Shale Exploration Company, 100%, Estats Units), desenvolupador del projecte d'esquist bituminós d'Utah.

- Attarat Holding OÜ (100%)

- Attarat Power Company (10%, Jordània)

- Enefit SIA (100%, Letònia): una filial que subministra energia a Letònia.

- Enefit UAB (100%, Lituània) - una filial que subministra energia a Lituània.

- Enefit Sp. z oo (100%, Polònia): una filial que subministra energia a Polònia.

- Enefit AB (100%, Suècia): una filial que subministra energia a Suècia.

- Enefit Oy (100%, Finlàndia): una filial que subministra energia a Finlàndia.
- Enefit Green AS (100%) - filial d'energies renovables

- SIA Enefit Power and Heat Valka (100%)

- Nelja Energia AS (100%)

- Enefit Solutions AS (100%) – fabricant d'equips energètics i industrials, serveis de manteniment i subministrament.

- Enefit Outotec Technology (60%): una empresa conjunta amb Outotec per desenvolupar tecnologia d'extracció d'oli d'esquist[46]

Enefit280, la planta de processament d'oil shale d'Eesti Energia, ubicada a Auvere, Estònia. Juny 2021.

- Enefit Jordan BV (76%, Jordània)

- Jordan Oil Shale Energy Company